# Nancy Drew: Alibi in Ashes
Alibi in Ashes es la 25.ª entrega de la serie de juegos de aventuras point-and-click Nancy Drew de Her Interactive. El juego está disponible para jugar en las plataformas Microsoft Windows y Mac OS X. Tiene una clasificación ESRB de E por momentos de violencia leve y peligro. Los jugadores asumen la perspectiva en primera persona de la detective amateur ficticia Nancy Drew y deben resolver el misterio interrogando a los sospechosos, resolviendo acertijos y descubriendo pistas. Hay dos niveles de juego, el modo detective junior y el modo detective senior, cada uno ofrece un nivel de dificultad diferente de acertijos y pistas; sin embargo, ninguno de estos cambios afecta la trama del juego. El juego está basado vagamente en los libros False Impressions (1990) y The Clues Challenge (2000).

## Trama
Nancy Drew regresa a su ciudad natal de River Heights para competir en el desafío anual de pistas de la ciudad junto con su novio Ned y sus amigos Bess y George. Sin embargo, cuando el antiguo ayuntamiento de River Heights se quema hasta los cimientos, Nancy se encuentra en la cárcel como la principal sospechosa en el caso del incendio provocado. Nancy debe trabajar con sus amigos para limpiar su nombre y atrapar al culpable.

## Desarrollo

### Personajes jugables
- Nancy Drew (Lani Minella) - Nancy es una detective aficionada de 18 años de la ciudad ficticia de River Heights en Estados Unidos. Nancy ha sido detenida bajo sospecha de incendio provocado. Ella tiene acceso a todo el equipamiento de la comisaría para ayudar a demostrar su inocencia.
- Ned Nickerson (Scott Carty) - Ned es el novio leal y de toda la vida de Nancy. Organizó que el equipo participara en el desafío de pistas de River Heights. Cuando arrestan a Nancy, él está dispuesto a ayudarla a limpiar su nombre de cualquier forma posible, incluso si eso significa usar su encanto y sus atractivos rasgos para obtener más información y distraer a los sospechosos.
- Bess Marvin (Jennifer Pratt) - Bess es una de las mejores amigas de Nancy. Ella es una niña dulce, positiva, pero a veces nerviosa, que está preocupada por Nancy. Ella está dispuesta a dejar de lado su ansiedad para ayudar a sacar a Nancy de la cárcel y demostrar su inocencia. Su habilidad para chismorrear podría sacarle la información correcta a un sospechoso, siempre y cuando su cerebro no se congele por comer demasiado helado.
- George Fayne (Chiara Motley) - George, el otro mejor amigo de Nancy, tiende a ser más sensato y realista que su prima, Bess. Aunque su perspectiva menos optimista puede dificultar la conversación con los sospechosos, cuando se le da la oportunidad, George sabe exactamente qué preguntas hacer. Su energía y amor por los aparatos de alta tecnología serán muy útiles para Nancy y el caso.

### Personajes
- Toni Scallari (Laura Hanson) - Toni se mantiene ocupada como funcionaria electa en el consejo municipal de River Heights, pero se mantiene en contacto con sus votantes dirigiendo la heladería local, Scoop. Toni tiene gran influencia en la comunidad y parece ser confiable y agradable.
- Alexei Markovic (Gene Thorkildsen) - Alexei es el excéntrico casi recluso de River Heights, dueño de la tienda de antigüedades. Solía ser un detective aficionado hasta que un caso salió mal y arruinó su reputación.
- Deirdre Shannon (Meaghan Halverson) - Deirdre es una antigua compañera de clase de Nancy. Ella es una niña rica malcriada cuya familia es constantemente superada por los Drew, y el desafío de pistas está demostrando que esto no es diferente. Competitiva, altiva y arrogante, está cansada de ocupar el segundo lugar.
- Brenda Carlton (Megan Jones) - Brenda se considera una excelente reportera policial del equipo de noticias Heights Nine. Su estilo impulsivo tiende a anteponer el sensacionalismo a la precisión, sin importar el coste para los demás.
- Jefe McGinnis (Mark Dodson) - el jefe McGinnis es el jefe del departamento de policía local y ha trabajado con Nancy en casos muchos veces antes. Él no cree del todo que Nancy sea culpable, pero se siente presionado a detenerla con la evidencia que la rodea. McGinnis está dispuesto a dejar que Nancy trabaje para demostrar su inocencia mientras está detenida en la estación de policía.

El trabajo de voz adicional fue realizado por Jennifer Pratt, Alex Yopp, James Crowder, Robert Riedl e Ian Schwartz.

## Recepción
Jinny Gudmundsen de USA Today lo calificó con 2,5/4 estrellas y escribió: «Alibi in Ashes es un buen juego de misterio, especialmente para los jugadores más jóvenes que son nuevos en la franquicia Nancy Drew; pero los jugadores experimentados de la serie podrían sentirse decepcionados... Si bien es divertido explorar la ciudad natal de Nancy, River Heights, y la casa de su infancia, el juego limita las áreas de investigación a solo unas pocas ubicaciones reales. Y la mecánica de cambiar entre amigos se vuelve vieja rápidamente. Es un buen misterio, pero no excelente». Erin Bell de Gamezebo lo calificó con 3/5 estrellas y escribió: «Alibi in Ashes debería ser elogiado por probar algunas nuevas ideas de juego para sacudir la fórmula, pero al final no es tan fuerte como algunos de los otros juegos de la serie Nancy Drew». Merlina McGovern de Adventure Gamers le dio una calificación de 3.5/5 estrellas y escribió: «No verás la ciudad natal de Nancy a través de gráficos de última generación, pero Alibi in Ashes ofrece una ventana entretenida a la vida personal de la detective adolescente».